# ヤンゴン・ユナイテッドFC
ヤンゴン・ユナイテッドFC（ビルマ語: ရန်ကုန် ယူနိုက်တက် ဘောလုံး အသင်း、英: Yangon United Football Club）は、ミャンマーのヤンゴンを本拠地とするサッカークラブである。ミャンマー・ナショナルリーグに所属する。

## 概要
前身のクラブはナショナルリーグが開催される前のミャンマー・プレミアリーグに参加していたが、ミャンマー・ナショナルリーグが設立された2009年にヤンゴンを代表するクラブとして、クラブ名を現在の名称に変更して結成された。リーグ初年度として開催されたミャンマーナショナルリーグカップ2009では準優勝した。2011年のリーグで優勝し、翌年のAFCカップにミャンマーのサッカークラブとしてエーヤワディー・ユナイテッドFCと共に初めて参加することとなった。
2013年9月に日本の横浜F・マリノスとパートナーシップ協定を締結。

## 獲得タイトル

### 国内タイトル
- ミャンマーサッカーリーグ：5回
  - 2011, 2012, 2013, 2015, 2018
- ミャンマーナショナルリーグカップ：3回
  - 2011, 2018, 2019

## 歴代所属選手
- ラメズ・ダユブ 2009-2010
- デヴィッド・ミセフスキ（英語版） 2011-2012
- ムラデン・リスティッチ 2012
- ニコラ・カルチェフ 2012-2013
- 吉野一基 2014
- 金古聖司 2015
- 山下訓広 2016
- 村田勝利 2020